# Ctenodecticus masferreri
Ctenodecticus masferreri is een rechtvleugelig insect uit de familie sabelsprinkhanen (Tettigoniidae). De wetenschappelijke naam van deze soort is voor het eerst geldig gepubliceerd in 1894 door Bolívar.
1. ↑  (en) Ctenodecticus masferreri op de IUCN Red List of Threatened Species.